# شريف صدقي
شريف صدقي (1969 - )الرئيس التنفيذي لوكالة الفضاء المصرية و الرئيس التنفيذي لجامعة زويل سابقا، ولد في مصر بمحافظة القاهرة عام 1969 م. شغل العديد من المناصب المهمة في عدة جهات، يأتي في المرتبة السابعة عشر عالمياً في دليل H (H index) وهو جدول مفهرس حسب أكثر الأعمال المنشورة إنتاجيةً وتأثيراً. كما تم إدراج السيرة الذاتية للدكتور صدقى في دورية Marquis’ Who’s Who، وهي دورية عالمية تضم أهم السير الذاتية في العالم. 

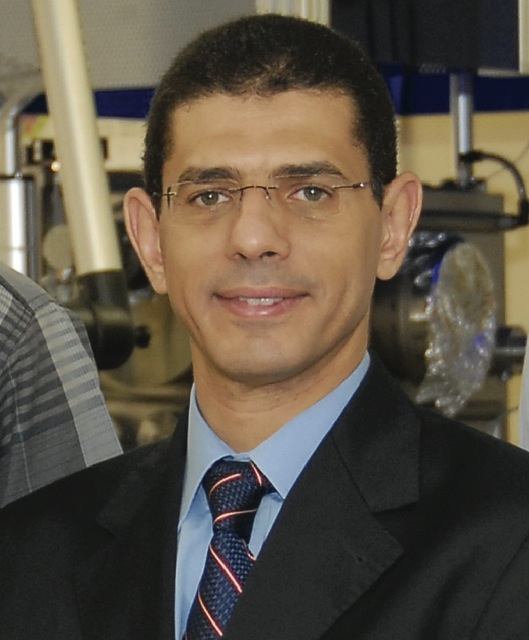
د. شريف صدقي

## شهاداته العلمية
حصل على شهادة البكالريوس مع مرتبة الشرف في هندسة الإلكترونيات من جامعة القاهرة عام 1992م. كما حصل على دبلومة الفيزياء الهندسية (العلوم الهندسية) من جامعة القاهرة عام 1993 م وهي درجة معادلة للبكالوريوس في تخصص الفيزياء. في عام 1995 م حصل علي درجة الماجستير في الفيزياء الهندسية من جامعة القاهرة.
التحق د. صدقى بعد ذلك بقسم النظم الكهروميكانيكية الدقيقة (MEMS) بمركز الميكرو- إليكترونيكس الجامعى، بلوفان، بلجيكا. ثم حصل على درجة الماجستير الثانية عام 1996 م، ثم الدكتوراه عام 1998 م من الجامعة الكاثوليكية بلوفان، بلجيكا.

## مناصبه
التحق عام 1999 م بجامعة القاهرة كمدرس، ثم تم دعوته كباحث زائر بـ جامعة كاليفورنيا، بركلي في ربيع 2002 م. تم تعيين د. صدقى كمدرس بـ الجامعة الأمريكية بالقاهرة في خريف 2002 م، وترقى إلى درجة أستاذ مساعد في 2004 م، ثم أستاذ جامعي في 2008 م، وفي صيف 2001، 2003، 2004، 2005، 2006، 2007، 2008 تم دعوته كأستاذ زائر بـ الجامعة الكاثوليكية بلوفان، كما تم دعوته أيضاً كأستاذ زائر بـ جامعة ستافورد في صيف 2009، 2010، 2011.
وفي ربيع 2010 م تم تعينه كمدير لـ مركز يوسف جميل للعلوم والتكنولوجيا. في خريف 2011 م عُيّن صدقى كعميد مشارك لشئون الدراسات العليا والبحث العلمي بالجامعة الأمريكية بالقاهرة، كما شغل منصب أول رئيس لجامعة زويل للعلوم والتكنولوجيا من عام 2013 وحتي ربيع عام 2015 حينما ترك منصبه كرئيس اكاديمي لجامعة زويل ليصبح الرئيس الاكاديمي للجامعة الأمريكية بالقاهرة. و قد عاد لمدينه زويل مره أخرى ليصبح الرئيس الاكاديمي لها للمره الثانية في تاريخ الجامعة في العام 2017.

## انجازاته
أَسَس د. صدقى مركز لتصميم وتصنيع النظم الكهروميكانيكة الدقيقة بالجامعة الأمريكية بالقاهرة في 2003م. الجدير بالذكر أن دكتور صدقى حصل في 2007م على جائزة التميز في مجال البحث والأعمال الإبداعية من الجامعة الأمريكية بالقاهرة، بالإضافة إلى جائزة الدولة التشجيعية في العلوم والتكنولوجيا في 2002م، والتي تمنحها أكاديمية البحث العلمي، وجائزة الدراسات العليا من جامعة القاهرة عام 1996م.
حصل د. صدقى على تسع براءات اختراع تتعلق بتقديم تقنيات جديدة للتحكم في الخصائص الفيزيائية للأغشية الرقيقة، إما بمزج مواد مختلفة معاً أو بواسطة المعالجة بالتركيز الحرارى باستخدام نبضات الليزر القصيرة. كماً تمكن من اختراع أجهزة مصغرة تستطيع تحويل الظواهر الفيزيائية كـ الأشعة تحت الحمراء، التسارع الخطي، سرعة الزاوية، ودرجة الحرارة إلى إشارات كهربائية.
ألف د. صدقى وشارك في تأليف ما يقرب من مائة مقالة علمية منشورة في المؤتمرات الدولية والمجلات العلمية الدولية، كما تم الإشارة إلى أعماله أكثر من ألف مرة. أيضا هو مؤلف كتاب “Post-processing techniques for integrated MEMS” ” إعادة معالجة تقنيات النظم الكهروميكانيكية الدقيقة المتكاملة”، Artec House 2006، ويتعامل هذا الكتاب مع التقنيات المختلفة لاندماج النظم الكهروميكانيكية الدقيقة مع الدوائر الكهربائية الحافذة. كما ألف فصل عن تكنولوجيا الرؤية الحاسوبية وتطبيقاتها، بواسطة دار نشر أكاديمك برس Academic Press، 1999 م.